# Pan Duro (Tabasco)
Pan Duro es una localidad del municipio de Balancán ubicado en la subregión de los Ríos del estado mexicano de Tabasco.

## Geografía
La localidad se ubica a 55.4 kilómetros (en dirección noreste) de la localidad de Balancán de Domínguez, la cabecera y lugar más poblado del municipio. Se sitúa en las coordenadas geográficas 17°29′22″N 91°07′53″O / 17.489444, -91.131389, a una elevación de 38 metros sobre el nivel del mar.

## Demografía
Según el Conteo de Población y Vivienda 2020, efectuado por el Instituto Nacional de Estadística y Geografía, la localidad de Pan Duro tiene 108 habitantes, de los cuales 56 son del sexo masculino y 52 del sexo femenino. Su tasa de fecundidad es de 2.88 hijos por mujer y tiene 29 viviendas particulares habitadas.
| Gráfica de evolución demográfica de Pan Duro entre 1995 y 2020 |
|                                                                |
| INEGI.                                                         |